# 미야케 야스노부
미야케 야스노부(일본어: 三宅康信, 1563년 ~ 1632년 11월 9일)는 아즈치모모야마 시대부터 에도 시대 전기까지의 무장, 다이묘이다. 미카와 고로모번 제2대 번주, 이세 가메야마 번 초대 번주를 지냈다. 다하라번 미야케가(田原藩三宅家) 제2대 당주.
| 전임 미야케 야스사다 | 제2대 고로모번 번주 (미야케가) 1615년 ~ 1620년 | 후임 이세 가메야마 번 관할(미야케 야스모리) |

| 전임 막부령(마쓰다이라 다다아키라) | 제1대 이세 가메야마 번 번주 (미야케가) 1620년 ~ 1632년 | 후임 미야케 야스모리 |